# 安家庄站
安家庄站是丰沙铁路上的一个小火车站。该站位于北京市门头沟区王平地区安家庄村境内，距离北京站53公里，沙城站68公里。建于1959年。
2023年4月落坡岭撤站变为区间后，本站开始集中控制原落坡岭站新增的区间通过信号机。